# 阿列省于塞勒
阿列省于塞勒（法語：Ussel-d'Allier，法語發音：[ysɛl dalje]），或纯音译作于塞勒达列，是法国阿列省的一个市镇，位于该省南部，属于穆兰区。该市镇的总面积为8.02平方公里，2009年时的人口为162人。

## 人口
阿列省于塞勒人口变化图示
| 数据来源：INSEE |